# 現音作曲新人賞
現音作曲新人賞（げんおんさっきょくしんじんしょう 英 JSCM Award for Composers）は、現代音楽の新人作曲家に与えられる作曲賞。

## 概要
「妥協のない厳選」という主旨から、日本現代音楽協会理事会が選ぶ審査員長と、審査員長が指名する2名の審査員によって審査される。一回任命された審査員長はその後再選されることはない。
受賞者には、審査員によって決定された金額（15万円）が賞金として授与され、日本現代音楽協会の入会審査が免除される。

## 歴代受賞者と審査員
- 2023年度   - 福井とも子
- 2022年度  井上莉里 - 森垣桂一
- 2021年度  田中弘基 - 森田泰之進
- 2020年度  根岸宏輔 - 久留智之
- 2019年度  柴山真太朗 - 渡辺俊哉
- 2018年度  波立裕矢 - 鈴木純明
- 2017年度　丹羽菜月 - 南聡
- 2016年度　伊藤彰 - 山本裕之
- 2015年度　川合清裕 - 金子仁美
- 2014年度　山本雄一 - 山内雅弘
- 2013年度　伊藤巧真・川崎真由子 - 末吉保雄
- 2012年度　黒田崇宏 - 佐藤眞
- 2011年度　酒井信明 - 近藤譲
- 2010年度　山本哲也 - 糀場富美子
- 2009年度　村瀬晴美 - 堤剛
- 2008年度　横井佑未子 - 一柳慧
- 2007年度　荒井秀仁 - 三枝成彰
- 2006年度　増田真由 - 三善晃
- 2005年度　大村久美子 - 林光
- 2004年度　タズル・イザン・タジュディン - 安良岡章夫
- 2003年度　川上統・徳差健悟・森川陽子 - 湯浅譲二
- 2002年度　三宅康弘・森田泰之進 - 早川和子
- 2001年度　本田祐也 - 中川俊郎
- 2000年度　佐井孝彰・名倉明子 - 佐藤敏直
- 1999年度　中川昭徳 - 松尾祐孝
- 1998年度　前田正志 - 小鍛冶邦隆
- 1997年度　小嶋信夫 - 福士則夫
- 1996年度　山本裕之 - 松平頼曉
- 1995年度　浅野宏之 - 野平一郎
- 1994年度　布川建・向井耕平 - 浦田健次郎
- 1993年度　Y.ヴォデニッチャロフ - 野田暉行
- 1992年度　伊左治直・内本喜夫 - 北爪道夫
- 1991年度　該当者なし - 三木稔
- 1990年度　溝入敬三 - 下山一二三
- 1989年度　江村哲二 - 新実徳英
- 1988年度　ヲノサトル - 坪能克裕
- 1987年度　飯田真紀 - 別宮貞雄
- 1986年度　田丸彩和子 - 西村朗
- 1985年度　河添達也 - 間宮芳生
- 1984年度　森田敦子 - 廣瀬量平